# Dani Bouzas
Daniel Bouzas Pan (Arteijo, La Coruña, España, 21 de enero de 1974), conocido como Dani Bouzas, es un exfutbolista español que jugaba como delantero. Su último equipo fue el C. D. Juventud URJC de la Regional Preferente de Madrid.

## Clubes
| Club                       | País   | Año       |
| -------------------------- | ------ | --------- |
| C. F. Fuenlabrada          | España | 1992-1994 |
| Real Sporting de Gijón "B" | España | 1994-1995 |
| Real Sporting de Gijón     | España | 1995-1996 |
| Albacete Balompié          | España | 1996-1999 |
| Rayo Vallecano de Madrid   | España | 1999-2000 |
| C. D. Toledo               | España | 2000      |
| Rayo Vallecano de Madrid   | España | 2000-2001 |
| C. D. Castellón            | España | 2001-2002 |
| C. D. Logroñés             | España | 2002-2004 |
| C. D. Linares              | España | 2004-2009 |
| Deportivo Alavés           | España | 2009-2010 |
| C. D. Móstoles             | España | 2010-2011 |
| C. D. Juventud URJC        | España | 2012-2013 |